# 中国致公
《中国致公》（英語：China Zhi Gong）是一份位于中国北京的中文杂志，是中国致公党中央机关刊物，在该组织内部发行。它的前身是于1947年12月在香港创办的《公论》，1950年，中国致公党中央党部搬迁至广州后，该杂志易名为《致公通讯》，文化大革命期间，被迫停刊，1979年之后恢复出版，1994年更名为《中国致公》。